# Valor de canvi
El valor de canvi, en economia política i especialment a l'economia marxista, es refereix a un dels quatre atributs principals d'una mercaderia, és a dir, un article o servei produït i venut al mercat econòmic. Els altres tres aspectes són Valor d'ús, Valor econòmic, i Preu.

## Definició
Una mercaderia, a més de tenir valor d'ús, té un valor de canvi perquè el seu ideal és ésser intercanviat per valors d'ús diferents. Per extensió, també s'usa valor de canvi com a sinònim de preu de mercaderia.
Així, una mercaderia té:
- un valor
- un valor d'ús (o utilitat)
- un valor de canvi
- un preu (podria ser un preu de venda real o un imputat preu ideal)

Aquests quatre conceptes tenen una història molt llarga en el pensament humà, des d'Aristòtil fins a David Ricardo, qui el 1817 en va actualitzar els conceptes al seu llibre Sobre els principis de l'economia política i tributació. Progressivament es van diferenciar cada vegada més clarament a mesura que avançava el desenvolupament del comerç comercial, però en gran part han estat a modernament integrats i han desaparegut de la discussió acadèmica com quatre conceptes diferents en l'economia moderna.
Recentment, però, amb l'adveniment de l'economia circular i les diferents formes contemporànies de cooperació, l'ús diferenciat dels conceptes de valor d'un bé torna a ser freqüent i té una dimensió política i reivindicativa.